# Roberto Ayala
Roberto Fabián Ayala (født 14. april 1973 i Paraná, Argentina) er en tidligere argentinsk fodboldspiller, der er blevet pensioneret. Han kom til Zaragoza i juli 2007 efter syv sæsoner hos storklubben Valencia CF. Derudover har han tidligere optrådt for klubberne Ferrocarril Oeste og River Plate i sit hjemland, samt for Napoli og Milan i Italien.
Ayala blev med River Plate argentinsk mester i 1994 og med Milan italiensk mester i 1999. Flest triumfer har han dog opnået i Valencia CF, hvor han opnåede status som klublegende. Som styrmand i holdets forsvar førte Ayala klubben frem til det spanske mesterskab i både 2002 og 2004, og desuden til sejr i både UEFA Cuppen og UEFA Super Cuppen i 2004.

## Landshold
Ayala står (pr. juni 2009) noteret for intet mindre end 115 kampe for Argentinas landshold, hvilket er næstmest for landet nogensinde, kun overgået af Javier Zanetti. Han har i de 115 kampe scoret syv mål, og hans debutkamp faldt den 16. november 1994 i et opgør mod Chile.
Ayala har med landsholdet deltaget i en lang række slutrunder, blandt andet VM i 1998, VM i fodbold 2002 og VM i fodbold 2002. Han har desuden været med til fire Copa América-slutrunder, og var ved OL i Athen i 2004 med til at føre holdet frem til guldmedaljer.

## Titler
Argentinsk Mesterskab
- 1994 med River Plate

Serie A
- 1999 med AC Milan

La Liga
- 2002 og 2004 med Valencia CF

UEFA Cup
- 2004 med Valencia CF

UEFA Super Cup
- 2004 med Valencia CF

OL
- 2004 med Argentina